# Milton Caniff

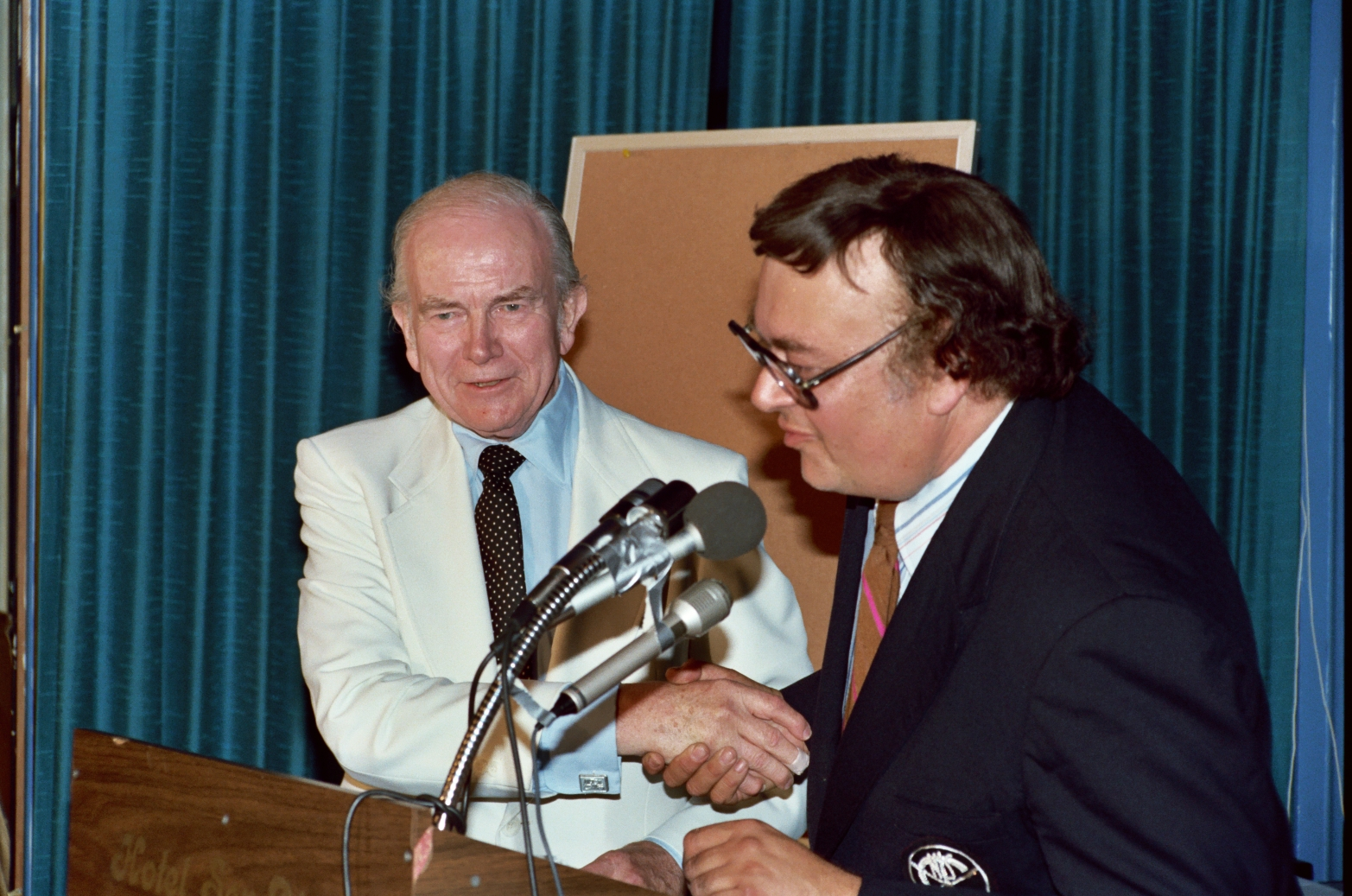
Milton Caniff (z lewej)

Milton Arthur Paul Caniff (ur. 28 lutego 1907 w Hillsboro, zm. 3 kwietnia 1988 w Nowym Jorku) – amerykański twórca komiksów, znany przede wszystkim jako autor pasków Terry and the Pirates oraz Steve Canyon.

## Dickie Dare
Ilustracje Caniffa pojawiły się w prasie już w roku 1922, wtedy to bowiem uczeń Stivers School for the Arts rozpoczął pracę w lokalnej gazecie, Dayton Journal. Podczas studiów na Ohio State University pracował dla dziennika The Columbus Dispatch. Dwa lata po ukończeniu studiów, w 1932 został zatrudniony przez Associated Press jako rysownik i przeprowadził się do Nowego Jorku. Dla agencji rysował takie serie pasków komiksowych jak Dumb Dora, Puffy the Pig, czy przejęta po rysowniku Alu Cappie seria Mister Gilfeather, później przechrzczona na The Gay Thirties. Żaden z tych komiksów nie był jednak jego autorskim projektem. Pierwszym stworzonym przez niego dziełem okazała się przygodowo-fantastyczna seria Dickie Dare. Paski z Dickiem pojawiły się w druku w lipcu 1933. Tytułowym bohaterem komiksu jest chłopiec, który w swoich snach odwiedza swoich ulubionych bohaterów, takich jak Robin Hood, Robinson Crusoe czy Król Artur, i towarzyszy im w ich przygodach. Od 1934 roku opowieści zostały przeniesione ze snu na jawę - Dickie zaczął przeżywać prawdziwe przygody, podróżując po świecie z niejakim Danem Flynnem, pisarzem.

## Terry and the Pirates
Talent Caniiffa został dostrzeżony przez Josepha Pattersona, wydawcę New York Daily News. Patterson złożył młodemu rysownikowi propozycję stworzenia dla grupy Chicago Tribune/New York Daily News serii przygodowej, która miałaby się rozgrywać w scenerii orientalnej. I tak w październiku 1934 roku narodziło się najsłynniejsze dzieło Caniffa, Terry and the Pirates. Bohaterem serii jest Terry Lee, chłopiec podróżujący po Chinach wraz ze swoim dorosłym przyjacielem i mentorem, poszukiwaczem przygód Patem Ryanem. Terry był na tle innych komiksów tamtej doby niezwykle atrakcyjny, był pełen akcji i ciekawych postaci, miał zawiłą fabułę, "filmowe" kadrowanie i wspaniale narysowane postaci kobiece (w szczególności słynna Dragon Lady). Choć Caniff miał przedtem blade pojęcie o Azji, podczas pracy nad serią gorliwie studiował historię i realia Chin, szczegółowo dopracowując komiks. Terry zyskał ogromną popularność. W latach 1937–1948 nadawana była jego radiowa adaptacja, powstały także dwa seriale filmowe - w 1940 i w 1953 roku. Z biegiem czasu Terry dorastał i w czasie II wojny światowej bohater osiągnął odpowiedni wiek by dołączyć do armii. W ten sposób Terry zasilił szeregi Sił Powietrznych USA.
Podczas wojny powstał też kolejny komiks Caniffa, Male Call. Komiks ukazywał się tylko w gazetach dla żołnierzy, a jego bohaterką była kształtna Miss Lace. Artysta traktował tę serię jako swój wkład w wojnę i nie chciał za pracę nad nią żadnych pieniędzy.

## Steve Canyon
Jak to z reguły bywało w tamtych czasach, prawa do pasków Terry and the Pirates, należały nie do autora lecz do wydawcy. W 1946 roku Caniff zdecydował się uczynić odważny krok: zrezygnował z rysowania serii mimo jej popularności, porzucił grupę Chicago Tribune gdy dostał propozycję własnego paska od Field Enterprises, wydawcy Chicago Sun. Ostatni odcinek Terry'ego z rysunkami Caniffa ukazał się w grudniu 1946 roku. Miesiąc później 234 dzienniki rozpoczęły publikację komiksu pod tytułem Steve Canyon. Caniff był jednym z niewielu komiksiarzy, którzy w tamtym czasie posiadali prawa do swoich prac. Fakt ten przysporzył mu niemałego rozgłosu w środowisku. Steve Canyon opowiada o pilocie - weteranie wojennym, który zakłada własną firmę przewozową. W czasie wojny koreańskiej, gdy interes zaczyna podupadać, Steve wraca do wojska, by wziąć udział w walce. Steve został w armii już do końca istnienia serii, a więc do śmierci autora w 1988 roku. Choć Canyon nigdy nie osiągnął poziomu popularności Terry and the Pirates, ukazywał się o wiele dłużej (41 lat) i w większych nakładach. W 1958 został wyprodukowany serial telewizyjny oparty na komiksie. Podczas wojny w Wietnamie oddanie jakim tytułowy bohater darzy wojsko stało się przedmiotem protestów czytelników, przez co seria straciła na popularności. Nie zniechęciło to jednak autora do zaprzestania pracy nad komiksem. Po jego śmierci, zgodnie z testamentem żaden rysownik nie kontynuował serii.

## Nagrody i uznanie
Caniff był jednym z założycieli National Cartoonists Society, którego w latach 1948 oraz 1949 był przewodniczącym. Ponadto był pierwszym, który otrzymał nagrodę stowarzyszenia dla najlepszego rysownika roku (za rok 1946). Tytuł ten otrzymał ponownie, już jako tzw. Reuben Award, za rok 1971. Inne nagrody: Elzie Segar Award (nagroda im. twórcy Popeya za niezwykły wkład w sztukę komiksu, 1971), nagroda za najlepszy komiks prasowy w 1979 za Steve'a Canyona, Gold Key Award w 1981 (jest to taka Hall of Fame stowarzyszenia). W 1988 uhonorowano go zaliczając do Will Eisner Award Hall of Fame. Od 1994 roku National Cartoonists Society przyznaje nagrody za całokształt twórczości imienia Miltona Caniffa.
Obok Hala Fostera i Alexa Raymonda, Caniff jest najbardziej wpływającym na następne pokolenia twórcą komiksów lat 30. Ślady inspiracji jego pracą można znaleźć w twórczości nie tylko rysowników amerykańskich, takich jak Bob Kane, Jack Kirby czy John Romita, Sr., ale także i u słynnego włocha, Hugo Pratta.
Milton Caniff określany jest jako pierwszy rysownik, który wniósł do komiksu realizm, suspense i zmysłowość. Piękno jego rysunków sprawiło, że określa się go mianem "Rembrandta komiksu".